# Пиргадикия
Пиргадѝкия (на гръцки: Πυργαδίκια) е рибарско и курортно село на Халкидическия полуостров, Гърция, част от дем Аристотел, област Централна Македония. Според преброяването от 2001 година броят на жителите му е 331.

## Георгафия
То е изградена амфитеатрално на хълм над морето в дълбочината на Светогорския залив между полуостровите Ситония и Атон, които се виждат от всяка точка на селото. От север е заобиколено с планински хълмове. Пиргадикия се намира на разстояние 125 km източно от Солун. Плажовете му са на няколко километра разстояние. В селото има таверни и ресторанти в близост до красивото пристанче.

## История
В Средновековието селото е метоха. Името на метоха Пиргадикия вероятно идва от „полето на Гардикия“ (αγρό της περί Γαρδικείας), споменато в документ на светогорския манастир Дохиар от 1037 година. Коренът гард е от славянски произход. В документите от византийската епоха селището се споменава под името Перигардикия (Περιγαρδικεία), което в някакъв момент е изкривено в днешното Пиргадикия. Запазена е Пиргадикийската кула от началото на XV век.
Сегашното селище е основано в 1922 година от бежанци от Афтони, остров в Мраморно море. Празник на селото е Рождество Богородично.
| Име      | Име       | Ново име | Ново име | Описание |
| -------- | --------- | -------- | -------- | -------- |
| Казануди | Καζανούδι | Рематия  | Ρεματιά  |          |